# Erica cinerea
Erica cinerea — вид низькорослих кущів родини вересові (Ericaceae). Зростає на заході й півночі Європи та в Алжирі. Етимологія: лат. cinereus — «попелястий».

## Опис
Виростає як вільно розгалужений вічнозелений чагарник, який досягає висоти від 20 до 60 сантиметрів. Гілочки нинішнього сезону зелені, з коротким, жорстким волоссям, старі гілочки коричневі, більш голі. Листки у колотівках по три, ніжка листка 0.1–0.3 мм; листові пластинки лінійно-ланцетні, від плоских до стиснуто-трикутних у поперечному перерізі, 2.5–5 × 0.3–0.6, іноді до 7 міліметрів завдовжки, поверхні голі. Густе суцвіття містить безліч квітів. Відносно невеликі квіти мають дзвоноподібну форму. Чашолистки 4-частинні й мають довжину від 2 до 3 міліметрів. Віночок світло-фіолетовий, рідше білий. Квіти 4–7 мм завдовжки. Є вісім тичинок. Капсули 1–2 мм, голі. Насіння оберненояйцеподібне, 0,7 × 0.4 мм, тонко сітчасте. 2n = 24.

## Поширення
Північна Африка: Алжир; Європа: Бельгія, Німеччина, Нідерланди, Ірландія, Норвегія, Велика Британія, Італія, Франція, Португалія, Іспанія. Натуралізована: Массачусетс. Зростає на сухих гірських землях або у відкритих лісах на піщаних ґрунтах. 

## Використання
Вирощується як декоративна рослина в помірних районах; часто розглядається як наземне покриття серед насаджень карликових хвойних порід. Суцвіття використовуються проти порушень нирок і сечовивідних шляхів. Рослина також використовується для виробництва вересового меду.

## Галерея

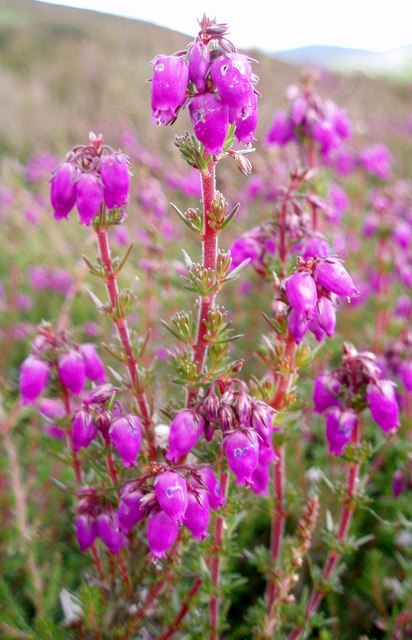
У Великій Британії
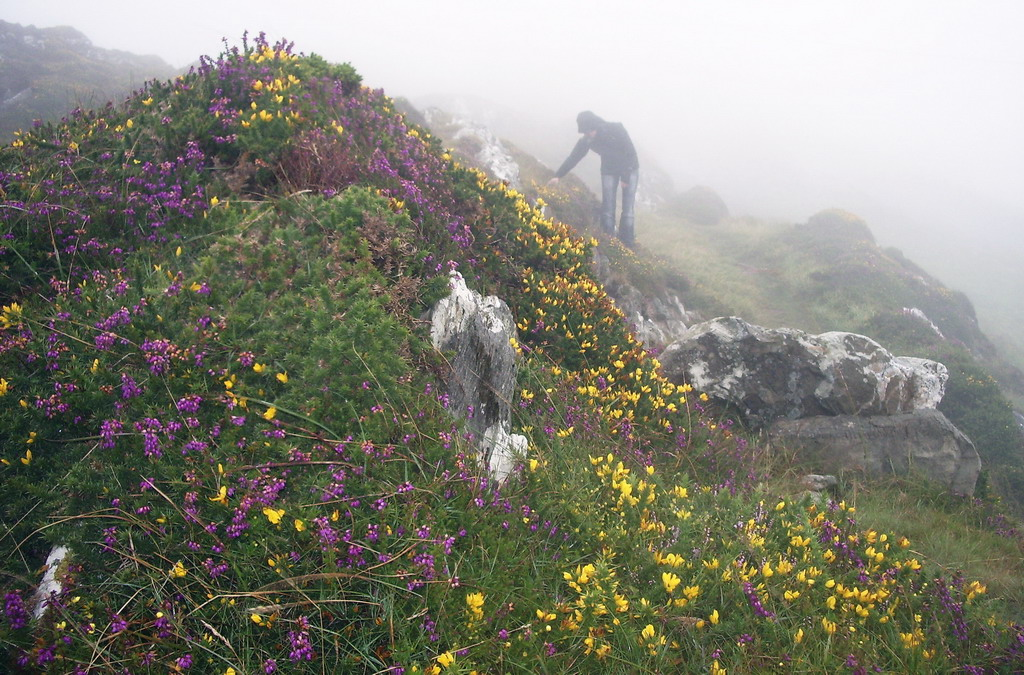
В Ірландії
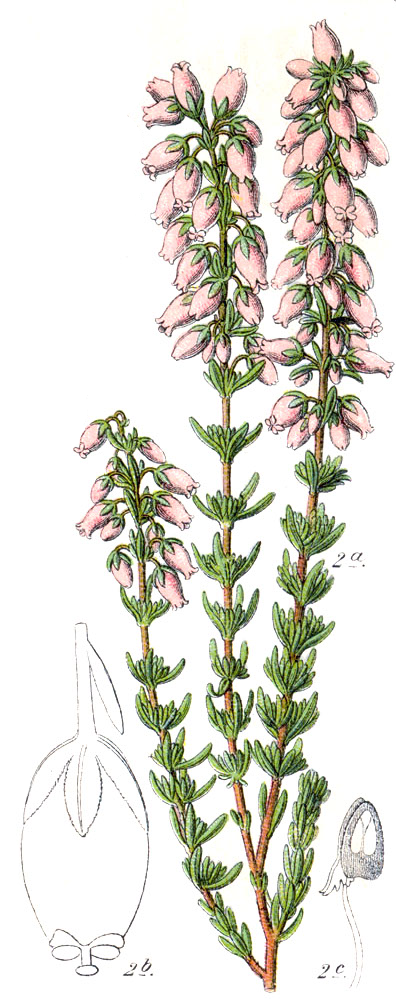
Ілюстрація